# Jack McKenzie (hockey sur glace)
Pour les articles homonymes, voir Jack McKenzie et McKenzie.
Jack McKenzie, (né le 22 juillet 1930 à High River) est un joueur canadien de hockey sur glace.

## Biographie
Jack McKenzie est capitaine de l'équipe du Canada médaillée de bronze aux Jeux olympiques d'hiver de 1956 à Cortina d'Ampezzo. Il joue huit matchs et inscrit sept buts durant la compétition, et est nommé meilleur attaquant du tournoi, bien qu'il ait joué la majorité des matchs en défense.